# Norman Lockyer
Sir Joseph Norman Lockyer (Rugby, 17 de maio de 1836 — Salcombe Regis, 16 de agosto de 1920) foi um cientista e astrônomo britânico.
Junto com o francês Pierre Janssen recebeu o crédito da descoberta do elemento químico hélio. Foi fundador da revista Nature.

## Publicações
- Elementary Lessons in Astronomy (1868-1894)
- Questions on Astronomy (1870)
- Contributions to Solar Physics (1873)
- Star-Gazing, Past and Present (1877)
- Studies in Spectral Analysis (1878)
- Report to the Committee on Solar Physics on the Basic Lines Common to Spots and Prominences (1880)
- The Movements of the Earth (1887)
- The Chemistry of the Sun (1887)
- The Meteorite Hypothesis (1890)
- The Dawn of Astronomy (1894)
- The Sun's Place in Nature (1897)
- Recent and Coming Eclipses (1900)
- Inorganic Evolution as Studied by Spectrum Analysis (1900)
- The Influence of Brain Power in History (1903)
- Stonehenge and Other British Stone Monuments Astronomically Considered (1906; segunda edição, 1909)
- Education and National Progress: Essays and Addresses,1870-1905 (1907)
- Surveying for Archœologists (1909)
- Tennyson as a Student and Poet of Nature (1910)